# Selbstzeugnis
Ein Selbstzeugnis ist eine Aufzeichnung, in der eine Person aus eigenem Antrieb in meist schriftlicher Form über sich Zeugnis ablegt. Sie tritt darin „handelnd oder leidend in Erscheinung“ und nimmt somit „explizit auf sich selbst Bezug“.

## Begriffsgeschichte und Kategorisierung
Der Begriff Selbstzeugnis fand spätestens im 19. Jahrhundert Eingang in den Sprachgebrauch und gehört aus Sicht der heutigen Geschichtswissenschaft zur Quellengruppe der Ego-Dokumente, die sich seit der frühen Neuzeit aufgrund zunehmender Bedeutung des Individuums in der Gesellschaft ausgeprägt hat. Während zunächst noch die „Gottbezogenheit des einzelnen Menschen, jedenfalls in Bezug auf das 16. und 17. Jahrhundert, einen grundlegenden Aspekt der Selbst-Erfahrung des Einzelnen darstellte“, hatte im Hinblick auf spätere Jahrhunderte unter anderem der Säkularisierungsprozess gravierende Auswirkungen auf die Rolle des Individuums. Religiös geprägte Autoritäten verloren an Stellenwert und sorgten dafür, dass sich der einzelne Mensch nicht mehr ausschließlich als Mitglied übergeordneter Sozialverbände, sondern auch als autonome Größe verstand. 
Der 1958 von Jacques Presser eingeführte Sammelbegriff „Ego-Dokument“ kann seit einer Erweiterung seiner Definition durch Winfried Schulze – in Abgrenzung zum Selbstzeugnis – auch auf unfreiwillige Aufzeichnungen von „Befragungen oder Willensäußerungen im Rahmen administrativer, jurisdiktioneller oder wirtschaftlicher Vorgänge“ ausgedehnt werden. Definitionsversuche wie dieser sind in der Geschichtswissenschaft allerdings umstritten.

## Wichtigste Kriterien und Schreibmotivationen
Obwohl neben inhaltlichen Aussagen auch Form und Schreibstil Rückschlüsse auf den Urheber eines Textes zulassen, muss das Ich des Autors in Selbstzeugnissen explizit zu Tage treten. Der Autor kann aber unterschiedliche Standpunkte einnehmen: Neben egozentrischen Texten über unmittelbar wahrgenommene Erfahrungen und Erlebnisse des Schreibers können auch Berichte über nicht selbsterlebte Ereignisse Auskunft über die Interessen und Gefühle des Verfassers geben und damit einen Beitrag zur Entstehung einer ‚Emotionsgeschichte’ liefern. Vor allem im Pietismus rückte das Innenleben des Verfassers stärker in den Mittelpunkt. Anlass und Auslöser für die Abfassung eines Selbstzeugnisses waren oft einschneidende Negativerlebnisse. Ausnahmesituationen (in der Frühen Neuzeit beispielsweise der Dreißigjährige Krieg) konnten in Zeitgenossen das Bedürfnis erwecken, leidvolle Erfahrungen für die Nachwelt festzuhalten – als Mahnmal, oder um späteren Generationen Ratschläge für den Umgang mit Trauer zu geben. Oftmals werden in Selbstzeugnissen Naturschauspiele wie Himmelserscheinungen oder Erdbeben thematisiert, die als bedrohliche Vorzeichen und göttliche Warnungen verstanden wurden. Grund für die Niederschrift solcher Ereignisse konnte allerdings auch die schlichte „Faszination gegenüber dem Aussergewöhnlichen und Fremden“ sein.

## Erscheinungsformen
Die bekannteste und eindeutigste Erscheinungsform von Selbstzeugnissen ist die Autobiographie, doch auch Chroniken, Haushaltsbücher, Tagebücher, Reisebeschreibungen oder Briefe können – je nachdem, in welchem Maße sich der Schreiber selbst zum Thema der Ausführungen macht – dieser Quellengattung zugeordnet werden. Gerade im Hinblick auf die Frühe Neuzeit muss bei der Beurteilung der Aussagekraft solcher Texte allerdings ihr oftmals konventioneller Charakter beachtet werden. Häufig fand die Rolle des Individuums im öffentlichen Leben stärkere Berücksichtigung als private Gefühle. Doch selbst stereotype Darstellungsweisen können – in einem quellenkritischen Licht betrachtet – zu wertvollen Erkenntnissen führen, da sie Rückschlüsse auf damalige Wertvorstellungen und Idealbilder ermöglichen. Während unter Ego-Dokumenten auch Fremdaufzeichnungen illiterater Schichten verstanden werden können, entstammen Selbstzeugnisse vorwiegend dem bürgerlichen Milieu.

## Bedeutung für die Geschichtswissenschaft
Aufgrund der deutlichen Fokussierung des einzelnen Menschen stellt die Beschäftigung mit Selbstzeugnissen ein Beispiel für das wachsende Interesse der Geschichtswissenschaft am privaten Alltagsleben, den merklichen Wechsel von der strukturorientierten Makro- zur anthropologischen Mikrohistorie, dar. 
Die Herangehensweise dieser historischen Anthropologie oder auch Mentalitätsgeschichte, deren mangelnde Beachtung Lucien Febvre schon in den 1930er Jahren kritisierte, erlangte in der Geschichtsschreibung besonders seit den 1970er und 1980er Jahren theoretische und praktische Bedeutung. Sie liefert je nach Entstehungshintergrund unterschiedliche Erkenntniszuwächse für die moderne Geschichtsschreibung. Frühneuzeitliche Selbstzeugnisse (und Egodokumente) beispielsweise geben meist weniger Auskunft über die „Persönlichkeit als solche“, als vielmehr über „das Verhältnis einer Person zu ihrer Umwelt“. Dennoch erhofft sich die Forschung von der Analyse von Selbstzeugnissen Einblicke in das Milieu des jeweiligen Autors, sein alltägliches Leben, seine Hoffnungen und Wünsche, seine Neigungen und Ängste. Außerdem können Selbstzeugnisse einen interessanten Einstieg in die Geschichte der Körperwahrnehmung und der Medizin bieten, beispielsweise wenn Schreiber von Krankheitssymptomen und ihrer Behandlung erzählen.
Seit dem 18. Jahrhundert und vor allem im Jahrhundert nach Freud thematisieren die Ichs in den Quellen zunehmend auch ihre Persönlichkeit und bewirken somit eine „Psychologisierung“ der Selbstzeugnisse, die auch Erkenntnisse für die Psychohistorie liefern kann.

## Beispiel: Hermann von Weinsberg
Als Beispiel für ein Selbstzeugnis der Frühen Neuzeit können die ausführlichen autobiographischen Niederschriften des Kölner Bürgers und Ratsherren Hermann von Weinsberg genannt werden. Im Jahr 1559 beendete er das „Buch Weinsberg“, und 1560 begann er die Aufzeichnung von drei „Gedenkbüchern“. In den an seine Nachfahren adressierten über 2.500 Seiten gibt Weinsberg – ohne jemals eine Veröffentlichung intendiert zu haben – detaillierte Auskünfte über seine eigene Person und seine Kölner Umwelt. Als freiwillige Aufzeichnungen, in denen ein „explizites Selbst“ auftritt, erfüllen sie die genannten Kriterien eines Selbstzeugnisses und können als solches klassifiziert werden.